# Karmínová
Karmínová neboli karmazínová je barva, odstín syté červené doplněný o trochu modré a ještě méně zelené.

## Barviva
Tradiční karmínová barviva jsou založena na hlinitých a vápenatých solích kyseliny karmínové.
Karmínové barvivo bylo historicky vyráběno mnoha různými způsoby: 
- Ve Středomoří se tradičně získávalo ze sušených červců rodu klenutec žijících na dubu kermesovém. Klenutec se nazývá latinsky kermes a stejně je také někdy nazýváno barvivo z něj vzniklé.
- Ve střední a východní Evropě sloužil hmyz Porphyrophora polonica z čeledi perlovcovitých.
- V Americe je zdrojem karmínu červec nopálový (zvaný také červec karmínový). Po dobytí Aztécké říše Hernánem Cortésem se dostává i do Evropy, kde konkuruje místním barvivům a kde jej zmiňuje již Pietro Andrea Mattioli v roce 1549.
- Barvou blízkou čistě karmínové je alizarínová karmínová, přičemž alizarin, který byl původně vyráběn z mořeny, se stal v roce 1868 prvním synteticky vyrobeným barvivem, když se jej německým chemikům Carlovi Gräbemu a Carlovi Liebermannovi pracujícím pro firmu BASF podařilo vyrobit jej z antracenu. Když byl krátce na to v roce 1871 vynalezen postup výroby antracenu z uhelného dehtu, stal se alizarin významně dostupnějším a levnějším než přírodní karmínová barviva.

Protože na kyselinu karmínovou, hlavní složku pravého karmínu, se občas vyskytují alergické reakce a její získání je poměrně pracné, bývá v potravinářství často nahrazována jiným červeným barvivem (azorubin, košenilová červeň A, betanin).

## Přírodní výskyty
Karmínové zbarvení má například:
- Rozela Pennantova, papoušek žijící na východě Austrálie
- Strdimil karmínovoprsý, pěvec žijící v jižní Asii
- Kardinál červený, pěvec žijící v Mexiku a jižní a východní části Spojených států amerických
- Tangara šarlatová, pták žijící ve východní části Severní a Střední Ameriky a na severozápadě Jižní Ameriky
- Jetel inkarnát, druh jetele vyskytující se ve většině Evropy a rozšířený i na jiné kontinenty

## Využívání lidmi
Karmínovou barvu využívala řada tradičních stejnokrojů, mimo jiné stejnokroje husarů, britské armády a Královské kanadské jízdní policie.
V Evropě je karmínový odstín tradičním odstínem na polské a lotyšské vlajce. Jedná se o státní barvu Nepálu a je také součástí nepálské vlajky.
V potravinářství je karmínový italský alkoholický nápoj Campari.